# Ogyrides alphaerostris
Ogyrides alphaerostris is een garnalensoort uit de familie van de Ogyrididae. De wetenschappelijke naam van de soort is voor het eerst geldig gepubliceerd in 1880 door Kingsley.